# 绵远镇
绵远镇，是中华人民共和国四川省德阳市绵竹市曾经下辖的一个镇。2019年12月，撤销绵远镇，将其所属行政区域划归富新镇管辖。

## 行政区划
绵远镇撤销前下辖以下地区：
绵江社区、广西村、三泉村、吉兆村和枫树村。